# Una verdadera hija del partido
Una verdadera hija del partido (Hangul: 당의 참된 딸)(Romanización McCune-Reischauer: Dang-ui chamdoen ttal)  es una ópera revolucionaria de Corea del Norte escrita en 1971 y publicada de manera internacional en 1975. Fue dirigida y producida por Kim Jong Il y la Asociación del Ejército Popular de Corea.
Esta ópera es considerada una de las principales obras norcoreanas, junto con otras cuatro óperas revolucionarias: Mar de sangre, La chica de las flores, Cuenta la historia, bosque y Canción de Mt. Kumgang.

## Sinopsis
La ópera revolucionaria cuenta la conmovedora historia de la heroica hazaña de Kang Yon Ok, una soldado y militante del Partido del Trabajo de Corea que lucha en la guerra de Corea. En la primera parte, la enfermera Kang Yon Ok, protagonista de la ópera, aún no militante del partido, se siente profundamente conmovida por el espíritu revolucionario intransigente que despliegan los militantes del Partido del Trabajo en el terreno del encarnizado combate.

## Canciones
La ópera cuenta con nueve canciones, pero la más importante es «¿Dónde estás, querido general?», debido a que representa un papel importante en el esclarecimiento de la ideología del tema de la ópera, revelando el núcleo ideológico y mental de la protagonista.
| Título en español                                | Título en coreano                       |
| ------------------------------------------------ | --------------------------------------- |
| Oh, ¿qué es un miembro del partido?              | 오, 파티원이란?                         |
| Profundamente pensativa, la enfermera reflexiona | 깊은 생각, 간호사 숙고                  |
| ¿Qué ha pasado con el hospital Thaebaeksan?      | 태백산 병원은 어떻게 되었나요?          |
| ¿Dónde estás, querido general?                   | 어디에 계십니까 그리운 장군님           |
| En una aldea liberada                            | 해방 된 마을에서                        |
| Canción de transfusión de sangre                 | 수혈의 노래                             |
| Un tazón de polvo de arroz tostado               | 볶은 쌀가루 한 그릇                     |
| Rayos cariñosos arrojados desde las estrellas    | 별에서 던져진 애정 어린 광선            |
| ¿Será imposible salvar la vida del camarada?     | 동지의 생명을 구하는 것이 불가능할까요? |